# Mangueira
Mangueira (tuyau en français) est un quartier et une favela du centre de Rio de Janeiro au Brésil.

## Géographie
Au nord se situe le quartier de Benfica, au nord-est São Cristóvão, au sud Maracanã et à l'est São Francisco Xavier.